# Laurenz Rex
Laurenz Rex (Marburgo, 15 de diciembre de 1999) es un ciclista belga de ciclismo de carretera miembro del Intermarché-Wanty.

## Palmarés
2023
- Dorpenomloop Rucphen

2024
- Le Samyn

## Resultados

### Grandes Vueltas
| Carrera | Carrera         | 2019 | 2020 | 2021 | 2022 | 2023 | 2024  | 2025  |
| ------- | --------------- | ---- | ---- | ---- | ---- | ---- | ----- | ----- |
|         | Giro de Italia  | —    | —    | —    | —    | 88.º | —     | —     |
|         | Tour de Francia | —    | —    | —    | —    | —    | 118.º | 141.º |
|         | Vuelta a España | —    | —    | —    | —    | —    | —     | —     |

—: no participa
Ab.: abandono

### Clásicas y Campeonatos
| Carrera                | Carrera                | 2021 | 2022  | 2023 | 2024 | 2025  |
| ---------------------- | ---------------------- | ---- | ----- | ---- | ---- | ----- |
| Omloop Het Nieuwsblad  | Omloop Het Nieuwsblad  | —    | 44.º  | Ab.  | 6.º  | 30.º  |
| Kuurne-Bruselas-Kuurne | Kuurne-Bruselas-Kuurne | 97.º | 18.º  | —    | —    | —     |
|                        | Milán-San Remo         | —    | —     | —    | —    | 162.º |
| Brujas-La Panne        | Brujas-La Panne        | 95.º | 101.º | 66.º | 43.º | 8.º   |
| E3 Saxo Classic        | E3 Saxo Classic        | —    | 103.º | 30.º | —    | —     |
| Gante-Wevelgem         | Gante-Wevelgem         | Ab.  | 16.º  | 45.º | 16.º | 10.º  |
| A Través de Flandes    | A Través de Flandes    | —    | Ab.   | —    | Ab.  | 28.º  |
|                        | Tour de Flandes        | —    | —     | 49.º | 21.º | 26.º  |
|                        | Paris-Roubaix          | 21.º | —     | 9.º  | Ab.  | 10.º  |
| Europeo en Ruta        | Europeo en Ruta        | —    | —     | —    | Ab.  | —     |
| Bélgica en Ruta        | Bélgica en Ruta        | 90.º | 108.º | Ab.  | 8.º  | 25.º  |

—: No participa

Ab.: Abandona

X: No se disputó